# Picco Ibn Sina
Il picco Lenin (in kirghiso Ленин Чокусу?, Lenin Choqusu; in russo Пик Ленина?, Pik Lenina; in tagico қуллаи Ленин?, qullai Lenin), ribattezzato picco Ibn Sina a luglio 2006 (in kirghiso қуллаи Абӯалӣ ибни Сино?, qullai Abûalî ibni Sino), è una delle più alte vette del Pamir: tocca i 7134 metri. Si trova al confine tra la regione di Oš in Kirghizistan e la provincia autonoma del Gorno-Badakhshan in Tagikistan, ed è la seconda più alta vetta dei due paesi dopo il picco Ismail Samani (7.495 m). Fa parte della catena del Trans-Alaj.

## Nomi
Scoperto nel 1871 dall'esploratore russo Aleskej Fedčenko, fu inizialmente chiamato monte Kaufmann in onore dell'allora governatore del Turkestan, Konstantin Petrovič von Kaufmann. Nel 1928 venne ribattezzato picco Lenin in onore di Lenin.
Nel luglio del 2006 si è tentato di cambiare nuovamente il nome in Picco dell'Indipendenza (in tagico Qullai Istiqlol), ma con poco successo: il nome è stato riconosciuto dai mass media russi, ma le fonti presidenziali tagiche lo indicano come Picco Ibn Sina (o picco Avicenna). Un altro nome che indica la vetta è Kuh-i-Garmo, ma picco Lenin resta il nome più diffuso.

## Alpinismo
Da un punto di vista alpinistico viene considerato come il meno tecnico da scalare tra tutti i monti che superano i 7000 m di altezza; per questo la sua cima è meta ogni anno di centinaia di scalatori.
Nel 1928 fu scalato per la prima volta dalla spedizione tedesca di Karl Wien, Eugen Allwein e Erwin Schneider. Il picco è molto popolare fra gli scalatori ed ha molte vie d'accesso. Il campo base (lato kirghiso) è Atchik Tash, a 3750 m, non lontano dal villaggio di Sary-Mogol. Nel 1974 un'intera cordata di otto donne perì a causa di una tempesta e nel 1990 un terremoto causò una valanga che uccise 43 scalatori.